# Sagariphora heliochlaena
Sagariphora heliochlaena là một loài bướm đêm trong họ Crambidae. and on Sumbawa in Indonesia.